# Botello
Botello är en ort i Mexiko.   Den ligger i kommunen Panindícuaro och delstaten Michoacán de Ocampo, i den centrala delen av landet, 280 km väster om huvudstaden Mexico City. Botello ligger 1 780 meter över havet och antalet invånare är 376.
Terrängen runt Botello är huvudsakligen kuperad, men norrut är den platt. Botello ligger nere i en dal. Runt Botello är det ganska tätbefolkat, med 70 invånare per kvadratkilometer. Närmaste större samhälle är Zacapú, 19,5 km söder om Botello. I omgivningarna runt Botello växer huvudsakligen savannskog.